# Friedrich von Gerok

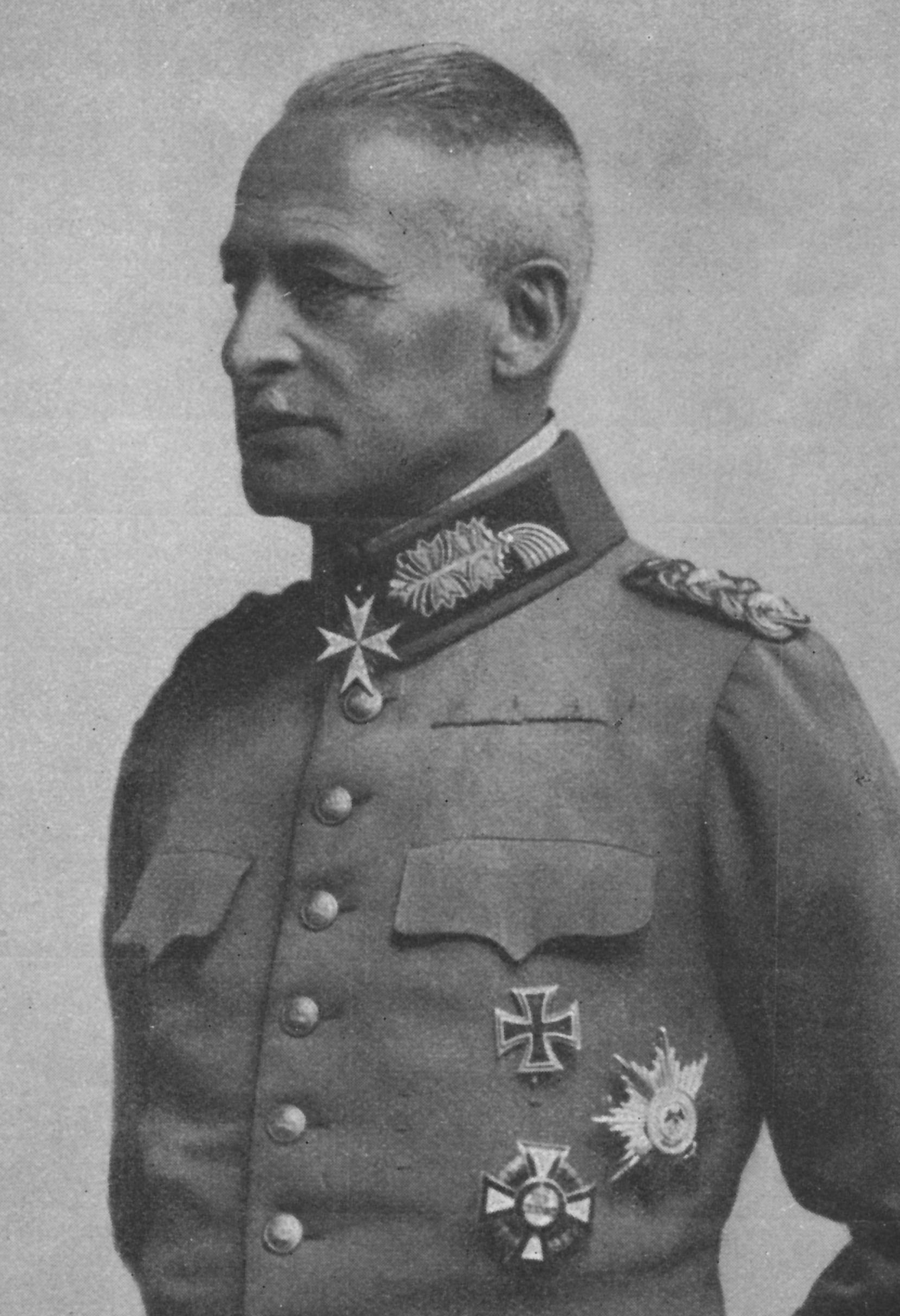
Friedrich von Gerok

Karl Christof Friedrich von Gerok (26 de mayo de 1854 - 18 de septiembre de 1937 en Stuttgart) fue un oficial del Reino de Wurtemberg, general de infantería del XXIV Cuerpo de Reserva durante la I Guerra Mundial.

## Carrera
Gerok ingresó en el Regimiento de Granaderos "Reina Olga" (1.º Wurtemberg) N.º 119  el 4 de abril de 1872 como Fahnenjunker; el 11 de noviembre de 1872 fue nombrado Fähnrich y el 17 de octubre de 1873 fue promovido a teniente segundo. El 23 de mayo de 1881 fue transferido al Regimiento de Granaderos "Rey Carlos" (5.º Wurtemberg) N.º 123, siendo simultáneamente promovido a teniente primero. Hasta el 29 de septiembre de 1885 sirvió como adjunto regimental; después pasó a ser adjunto de la 54.ª Brigada de Infantería en Ulm, parte de la 27.ª División, y el 18 de agosto de 1888 pasó a ser capitán. Después fue transferido como líder de compañía en el Regimiento de Infantería "Rey Guillermo I" (6.º Wurtemberg) N.º 124. Entre el 28 de diciembre de 1893 y el 23 de febrero de 1897, fungió como adjunto del XIII Cuerpo de Ejército (Real de Wurtemberg), convirtiéndose en mayor el 18 de junio de 1895 y después como Comandante del 3.º batallón del Regimiento de Infantería "Kaiser Federico, Rey de Prusia" (7.º Wurtemberg) N.º 125. Tras su promoción a teniente coronel, fue transferido el 7 de julio de 1907 al estado mayor del Regimiento de Infantería "Freiherr von Sparr" (3.º Westfalia) N.º 16. El 1 de abril de 1903, se convirtió en miembro del Reichsmilitärgericht, el más alto tribunal del ejército bajo la ley militar alemana. El 19 de julio de 1904 renunció al tribunal y siendo ascendido simultáneamente a coronel, tomó el mando del Regimiento de Infantería "Gran Duque Federico de Baden" (8.º Wurtemberg) N.º 126. El 18 de agosto de 1908 fue promovido a mayor general y puesto al mando de la 54.ª Brigada de Infantería en Ulm. Tras su promoción a teniente general el 21 de abril de 1911, sirvió como comandante de la 26.ª División. Un año y medio después, el 21 de septiembre de 1912, fue nombrado Gobernador de Ulm.
Tras el estallido de la I Guerra Mundial, Gerok fue nombrado comandante de la 54.ª División de Reserva el 25 de agosto de 1914, y el 30 de agosto promovido al rango de general de infantería. Fue sucedido como comandante divisional por el General de Infantería Paul von Schaefer y el 11 de septiembre de 1914 fue nombrado general al mando del XXIV Cuerpo de Reserva. Condujo su cuerpo en batalla primero en el frente occidental en la batalla de Lille (26-28 de octubre de 1914) y en la Primera batalla de Ypres (30 de octubre - 22 de noviembre de 1914). El cuerpo fue entonces retirado y enviado al frente oriental, donde vieron acción por primera vez en la batalla de Łódź. Entre el 13 de mayo y el 9 de agosto de 1916, tomaron parte en la batalla de Verdún y después fueron trasladados a los Cárpatos, donde Gerok también sirvió simultáneamente hasta el 24 de noviembre de 1917 como comandante del Grupo de Ejércitos llamado en su nombre. Dirigió el cuerpo en las batallas por el terreno en Champaña y Rheims, hasta el 18 de febrero de 1918. Entonces fue relevado y una vez más nombrado Gobernador de Ulm. Llevó a cabo esta función hasta el 22 de mayo de 1918, cuando quedó sin asignación hasta su renuncia final del servicio el 10 de junio de 1918. Con efecto desde esta fecha, fue asignado à la suite al Regimiento de Granaderos "Rey Carlos" (5.º Wurtemberg) N.º 123 por el rey Guillermo II de Wurtemberg.

## Condecoraciones
- Cruz de Hierro (1914) 2.ª y 1.ª Clase
- Pour le Mérite, 7 de julio de 1915[5]
- Gran Cruz, Orden del Águila Roja
- Orden de la Corona, 1.ª Clase con espadas
- Comandante 2.ª Clase, Orden del León de Zähringen[6]
- Orden del Mérito Militar Bávaro 2.ª Clase con estrella[6]
- Cruz de Oficial de la Orden de Alberto[6]
- Gran Cruz de la Orden de la Corona de Wurtemberg
- Comandante, Orden del Mérito Militar de Wurtemberg, 11 de enero de 1918
- Comandante 1.ª Clase, Orden de Federico[6]
- Condecoración al Servicio de Wurtemberg, 1.ª Clase[6]
- Orden de la Corona de Hierro, 1.ª Clase[6]
- Cruz al Mérito Militar austrohúngara, 1.ª Clase con Decoración de Guerra